# 伊沃·布雷桑
伊沃·布雷桑（1936年5月27日—2017年1月3日），是一名克罗地亚作家、编剧家、小说家，他以其政治讽刺片而闻名。他的一些作品是与其子温科·布雷桑合作完成。

## 作品
- 1973 - 《Acting Hamlet in the Village of Mrdusa Donja（英语：Acting Hamlet in the Village of Mrdusa Donja）》
- 1976 - 《河鼠救世主（英语：The Rat Savior）》
- 1980 - 《科学界的超人：尼古拉·特斯拉（英语：The Secret of Nikola Tesla）》
- 1986 - 《应许之地 (1986年电影)（英语：Obećana zemlja）》
- 1989 - 《捐赠者（英语：Donator）》
- 1996 - 《家乡战火缘何爆发（英语：How the War Started on My Island）》
- 2000 - 《铁托元帅的精神（英语：Marshal Tito's Spirit）》
- 2004 - 《自由（英语：Libertas (film)）》